# Підпрапорщик
Підпрапорщик (від церк.-слов. пра́поръ) — військове звання в армії Росії і деяких країн східної Європи, за рангом вище за фельдфебеля і нижче за прапорщика.

## Історія появи звання
Посада підпрапорщика з'явилася в російському стрілецькому війську незабаром після появи категорії прапорщиків — молодших офіцерів, що спочатку відповідали в бою за переміщення і збереження прапора. Через високу відповідальність виконуваного завдання в помічники до прапорщика призначали найрозумніших урядників, що і призвело до того, що підпрапорщики стали вважатися найстаршими серед унтер-офіцерів.

### У російській армії
В Росії в XVII—XX століттях підпрапорщик — одне з унтер-офіцерських звань: в 1880—1903 звання тих, що закінчили піхотні юнкерські училища до присвоєння ним офіцерського чину; у 1906—1917 звання надстрокових унтер-офіцерів, з 1826 року і до введення звання зауряд-прапорщика в 1907 році — вище унтер-офіцерське звання.
Слід враховувати, що з 1826 року в гвардії (у так званій «старій гвардії») підпрапорщики дорівнювали армійським підпоручникам, але не відносилися до відповідного класу Табелі про ранги, на відміну від сержантів і фельдфебелів гвардії, що раніше вважалися старшими за них. З 1843 року в правовому відношенні до підпрапорщиків прирівняні юнкери і для них встановлені однакові знаки розрізнення — погони, обшиті по краю вузьким золотим галуном.
Підпрапорщики, які були призначені виконувати обов'язки офіцерів (командирів плутонгів і т. д.), носили портупею і офіцерський темляк на холодній зброї, і до 1907 року іменувалися портупей-прапорщиками або зауряд-прапорщиками, хоча всупереч поширеній помилці це не було в той період окремим званням або посадою. За статусом портупей-прапорщик дорівнював портупей-юнкерові.

## Знаки розрізнення
| Унтер-офицери     | Унтер-офицери              | Унтер-офицери              | Унтер-офицери              | Унтер-офицери             |
| Род військ        | Інфантерія                 | Артилерія                  | Кавалерія                  | Козацькі війська          |
| ----------------- | -------------------------- | -------------------------- | -------------------------- | ------------------------- |
| Знаки розрізнення |                            |                            |                            |                           |
| Звання            | підпрапорщик (з 1906 року) | підпрапорщик (з 1906 року) | підпрапорщик (з 1906 року) | підхорунжий (з 1906 року) |